# Keri Hilson
Keri Lynn Hilson (Decatur, 5 dicembre 1982) è una cantautrice statunitense.
È tra il gruppo di autori del progetto The Clutch.

## Biografia
Keri Lynn Hilson è nata il 5 dicembre 1982 a Decatur, Georgia (Stati Uniti d'America). Durante l'adolescenza ha studiato pianoforte e canto, e all'età di 14 anni è entrata nel gruppo musicale D'Signe. Ha iniziato a scrivere canzoni ai tempi del liceo e ha frequentato la Emory University, istituzione legata dal 1997 all'Università di Siena da un accordo di cooperazione.

### 2001-2007
Ha iniziato la sua attività musicale come autrice di brani nel 2001, arrivando a scrivere brani per i più importanti artisti internazionali come Britney Spears, Ciara, Usher e Ludacris. Nel 2004 ha partecipato al singolo di Xzibit, Hey Now (Mean Muggin). Nel 2005 ha fatto da additional backgraund vocals per l'album PCD delle Pussycat Dolls. Nel 2006 ha firmato un contratto con la Mosley Music Group, casa discografica di Timbaland, e ha partecipato alle canzone Press Play di Diddy e al singolo Help di Lloyd Banks.
Nel 2007 Keri ha partecipato all'incisione di alcune canzoni dell'album Shock Value di Timbaland, i singoli The Way I Are e Scream e i brani Miscommunication e Hello.
Ha partecipato come autrice e corista alla realizzazione dell'album Blackout di Britney Spears. È inoltre stata la protagonista del video del singolo Love in This Club di Usher ed è comparsa nel video del singolo Miss Independent di Ne-Yo. Più tardi ha partecipato al singolo Hero del rapper di New York Nas.

### 2008-2009In a Perfect World...
Dopo svariati rinvii, il suo album di debutto, In a Perfect World..., è stato pubblicato il 24 marzo 2009. L'album debuttò alla numero 4 della Billboard 200 e alla numero uno della Top R&B/Hip-Hop Albums.
Dall'album sono stati estratti cinque singoli: Energy, pubblicato il 27 maggio 2008, Return the Favor (featuring Timbaland), pubblicato il 7 ottobre 2008, Turnin' Me On (featuring Lil Wayne) pubblicato il 25 novembre 2008, Knock You Down (featuring Kanye West and Ne-Yo), pubblicato il 23 marzo 2009 e Slow Dance, pubblicato il 21 luglio 2009 soltanto in Nord America.
Nel 2010 ha collaborato con Akon alla canzone Oh Africa, uscita il 31 gennaio.

### No Boys Allowed
Nel settembre del 2010 è stato pubblicato, per il mercato statunitense, il singolo Breaking Point, prodotto da Timbaland. Questo singolo, insieme a Pretty Girl Rock, uscito nel mese di ottobre dello stesso anno, hanno anticipato l'uscita del suo secondo album da solista, No Boys Allowed, pubblicato nel dicembre 2010 sempre dall'etichetta discografica Mosley Music Group.

## Discografia

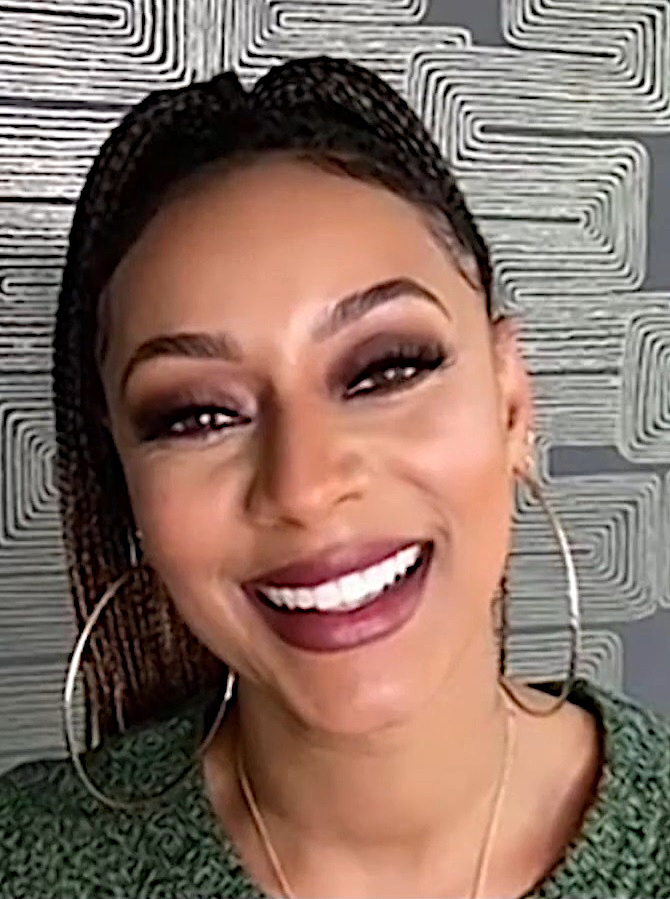
Keri Hilson nel 2022

### Album
- 2009 - In a Perfect World...
- 2010 - No Boys Allowed
- 2025 - WE NEED TO TALK

### Singoli
- 2008 - Energy
- 2008 - Return the Favor (feat. Timbaland)
- 2008 - Turnin' Me On (feat. Lil Wayne)
- 2009 - Knock You Down (feat. Kanye West & Ne-Yo)
- 2009 - Slow Dance
- 2009 - I Like
- 2010 - Breakin' Point
- 2010 - Pretty Girl Rock
- 2011 - The Way You Love Me (feat. Rick Ross)
- 2011 - One Night Stand (feat. Chris Brown)
- 2011 - Lose Control (Let Me Down) (feat. Nelly)
- 2025 - Bae

### Collaborazioni
- 2004 - Hey Now (Mean Muggin) (Xzibit feat. Keri Hilson)
- 2006 - Help (Lloyd Banks feat. Keri Hilson)
- 2007 - The Way I Are (Timbaland feat. Keri Hilson & D.O.E.)
- 2007 - Scream (Timbaland feat. Keri Hilson & Nicole Scherzinger)
- 2007 - Good Things (Rich Boy feat. Polow da Don & Keri Hilson)
- 2008 - Hero (Nas feat. Keri Hilson)
- 2008 - Superhuman (Chris Brown feat. Keril Hilson)
- 2008 - Numba 1 (Tide Is High) (Kardinal Offishall feat. Keri Hilson)
- 2009 - Everything, Everyday, Everywhere (Fabolous feat. Keri Hilson)
- 2009 - Number One (R. Kelly feat. Keri Hilson)
- 2009 - She Don't Wanna Man (Asher Roth feat. Keri Hilson)
- 2009 - Medicine (Plies feat. Keri Hilson)
- 2009 - Hold My Hand (Sean Paul feat. Keri Hilson)
- 2010 - Oh Africa (Akon feat. Keri Hilson)
- 2010 - Million Dollar Girl (Trina feat. Keri Hilson & Diddy)
- 2010 - Got Your Back (T.I. feat. Keri Hilson)

### Autrice
- 3LW - Feelin' You
- 3LW - Things You Never Hear a Girl Say
- ATL - The One
- Avant - 4 Minutes
- B5 - Heartbreak
- Britney Spears - Gimme More
- Britney Spears - Break the Ice
- Britney Spears - Outta This World
- Britney Spears - Perfect Lover
- Chingy - Let Me Luv U
- Chris Brown - Young Love
- Ciara - Ooh Baby
- Crystal Kay - I'm Not Alone
- Danity Kane - Want It
- Danity Kane - Right Now
- Esko Martinez - Heartbreak
- Esko Martinez - I'mma Do Me
- Field Mob - At the Park
- Diddy - After Love
- Jennifer Lopez - Wrong When Your Gone
- Keke Palmer - The Game Song
- LeToya Luckett - What Love Can Do
- Lloyd Banks - Help
- Ludacris - Pimpin All Over the World
- Ludacris featuring Mary J. Blige - Runaway Love
- Mary J. Blige - Take Me as I Am
- Mopheadz - Rub Me Up Rite
- Omarion - Ice Box
- Paula Campbell - Hitlist
- Pussycat Dolls - Bite the Dust
- Pussycat Dolls - Wait a Minute
- Ruben Studdard - Play Our Song
- Shawn Desman - Red Hair
- Toni Braxton - Sposed to Be
- Usher - Redlight
- Tank - I Love You
- Tiffany Evans - Girl Gone Wild
- Rich Boy - Good Things
- Rich Boy - Lost Girls
- Timbaland - The Way I Are
- Timbaland - Miscommunication
- Timbaland - Scream
- Timbaland - Hello
- Young Twist - Love for the Game

## Premi
- Teen Choice Awards
  - 2007, Choice Rap Single: "The Way I Are" insieme a Timbaland (Vincitrice)
- MTV Video Music Awards
  - 2007, Monster Single of the Year: "The Way I Are" insieme a Timbaland (Nominata)
- Urban Music Awards
  - 2009, Best Album (Nominata)
  - 2009, Best Female Act (Nominata)
- MOBO Awards
  - 2009, Best International Act: (Nominata)
  - 2009, Best R&B/Soul Act: (Nominata)
- BET Awards
  - 2009, Best New Artist (Vincitrice)
  - 2009, Viewer's Choice: "Turnin Me On" insieme Lil Wayne (Nominata)
  - 2009, Best Collaboration: "Turnin Me On" insieme a Lil Wayne (Nominata)
  - 2009, Best Female R&B Artist (Nominata)